# Paris marmorata
Paris marmorata là một loài thực vật có hoa trong họ Melanthiaceae. Loài này được Stearn miêu tả khoa học đầu tiên năm 1956.